# Museu Irlandès d'Art Modern
El Museu Irlandès d'Art Modern, també conegut com a IMMA (Irish Museum of Modern Art), és un museu ubicat a Dublín que exposa obres d'art modern. Va obrir les portes el maig de 1991 i és la institució nacional més important d'art modern i art contemporani. Està situat al Royal Hospital, Kilmainham, un edifici del segle xvii que es troba prop de l'Estació Heuston, a l'oest del centre de Dublín. L'actual director és Enrique Juncosa, abans va ser sotsdirector del Museu Nacional Centre d'Art Reina Sofia (MNCARS) a Madrid. Juncosa és només el segon director de l'IMMA, el primer va ser Decan McGonagle. El Museu està especialitzat a adquirir art contemporani d'artistes vius i compra només dels mercats primaris: estudis i galeries. També accepta donacions d'art que datin de 1940 en endavant. Donada la seva joventut el museu té una col·lecció en constant evolució.

## Edifici
El Royal Hospital és una impactant ubicació per mostrar art modern. Modelat segons Els Invàlids de París, està disposat al voltant d'un pati i l'interior té llargs corredors i als seus costats corren una sèrie de sales interconnectades.